# Neolebias unifasciatus
Neolebias unifasciatus är en fiskart som beskrevs av Steindachner, 1894. Neolebias unifasciatus ingår i släktet Neolebias och familjen Distichodontidae. IUCN kategoriserar arten globalt som livskraftig. Inga underarter finns listade i Catalogue of Life.